# Clifford (Indiana)
Clifford és una població dels Estats Units a l'estat d'Indiana. Segons el cens del 2000 tenia 291 habitants.

## Demografia
Segons el cens del 2000, Clifford tenia 291 habitants, 109 habitatges, i 78 famílies. La densitat de població era de 1.123,6 habitants per km².
Dels 109 habitatges en un 41,3% hi vivien nens de menys de 18 anys, en un 53,2% hi vivien parelles casades, en un 12,8% dones solteres, i en un 28,4% no eren unitats familiars. En el 24,8% dels habitatges hi vivien persones soles el 9,2% de les quals corresponia a persones de 65 anys o més que vivien soles. El nombre mitjà de persones vivint en cada habitatge era de 2,67 i el nombre mitjà de persones que vivien en cada família era de 3,15.
Per edats la població es repartia de la següent manera: un 32% tenia menys de 18 anys, un 11% entre 18 i 24, un 33,3% entre 25 i 44, un 16,5% de 45 a 60 i un 7,2% 65 anys o més.
L'edat mediana era de 29 anys. Per cada 100 dones de 18 o més anys hi havia 102 homes.
La renda mediana per habitatge era de 25.000$ i la renda mediana per família de 37.917$. Els homes tenien una renda mediana de 27.679$ mentre que les dones 23.750$. La renda per capita de la població era de 13.132$. Entorn del 9,2% de les famílies i el 15,1% de la població estaven per davall del llindar de pobresa.

## Poblacions més properes
El següent diagrama mostra les poblacions més properes.